# مقياس المغناطيسية

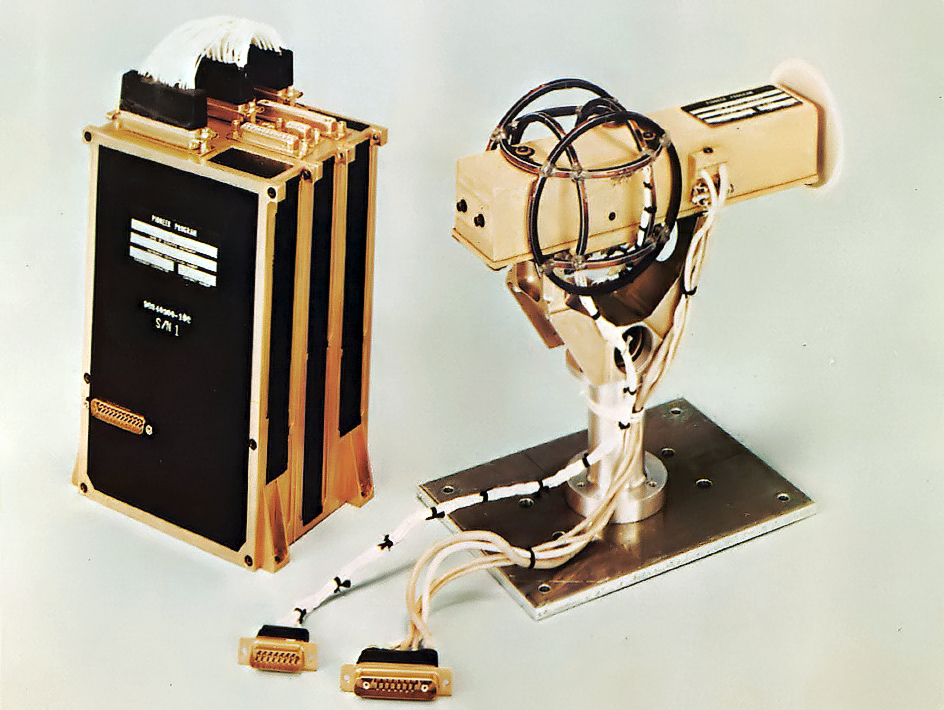
مقياس المغناطيسية المتجه للهليوم (HVM) لمركبة الفضاء بيونير 10 و11.

مقياس المِغناطيسية أو المِغْناط جهازٌ يقيس المغناطيسية - الاتجاه أو القوة أو التغير النسبي لمجال مغناطيسي في موقعٍ ما. كقياس مغنطة مادة مغناطيسية (كالمغناطيس الحديدي). والبوصلة من هذه الأجهزة، التي تقيس اتجاه المجال المغناطيسي المحيط، والمجال في البوصلة: هو المجال المغناطيسي للأرض.
اخترع كارل فريدريش جاوس أول مقياس مغناطيسي قادر على قياس الشدة المغناطيسية المطلقة في عام 1833 وتضمنت التطورات البارزة في القرن التاسع عشر تأثير هول، الذي لا يزال يستخدم على نطاق واسع.
تُستخدم مقاييس المغناطيسية على نطاق واسع لقياس المجال المغناطيسي للأرض، وفي المسوحات الجيوفيزيائية، لاكتشاف الانحرافات المغناطيسية من أنواع مختلفة. في نظام مرجعي للمواقف والعناوين للطائرة، يتم استخدامها بشكل شائع كمرجع رئيسي. تستخدم مقاييس المغناطيسية أيضًا في الجيش للكشف عن الغواصات. وبالتالي، فإن بعض الدول، مثل الولايات المتحدة وكندا وأستراليا، تصنف أجهزة قياس المغناطيسية الأكثر حساسية كتكنولوجيا عسكرية، وتتحكم في توزيعها.
يمكن استخدام أجهزة قياس المغنطيسية كأجهزة كشف عن المعادن: حيث يمكنها اكتشاف المعادن المغناطيسية (الحديدية) فقط، ولكن يمكنها اكتشاف هذه المعادن على عمق أكبر بكثير من أجهزة الكشف عن المعادن التقليدية؛ فهي قادرة على اكتشاف الأجسام الكبيرة، مثل السيارات، على بعد عشرات الأمتار، بينما نادراً ما يزيد مدى جهاز الكشف عن المعادن عن مترين.
وفي السنوات الأخيرة، تم تصغير المقاييس المغناطيسية إلى الحد الذي يمكن معه دمجها في دوائر متكاملة بتكلفة منخفضة للغاية وتجد استخدامًا متزايدًا كبوصلات مصغرة (مستشعر المجال المغناطيسي MEMS).